# Metathyreotus
Metathyreotus is een geslacht van hooiwagens uit de familie Epedanidae.
De wetenschappelijke naam Metathyreotus is voor het eerst geldig gepubliceerd door Roewer in 1913. 

## Soorten
Metathyreotus omvat de volgende 2 soorten:
- Metathyreotus aborensis
- Metathyreotus kempi